# 博士は今日も嫉妬する
『博士は今日も嫉妬する 人生が楽しくなる最新テクノロジー』（はかせはきょうもしっとする じんせいがたのしくなるさいしんテクノロジー）は、日本テレビ系列のミニ番組。

## 概要
日産自動車による一社提供として開始。宮川大輔扮する博士が嫉妬してしまう、明日が楽しくなる最新テクノロジーを紹介する。
2021年10月放送分よりTVerで同時配信、見逃し配信を開始。

## 放送時間・変更・休止
放送時間
- 日本テレビをはじめとする日本テレビ系列フルネット局28局（日曜 18:55 - 19:00（JST））
- テレビ大分（日曜 17:25 - 17:30（1週遅れ））
- テレビ宮崎（日曜 17:25 - 17:30（1週遅れ））

変更・休止
- 2021年8月1日は「東京オリンピック」中継のため休止。
- 2021年8月22日は『24時間テレビ 愛は地球を救う44』のため休止。
- 2022年1月2日は『世界の果てまでイッテQ!』正月SP（18:30 - 21:00）のため、18:25 - 18:30（JST）に繰り上げ。
- 2022年8月28日は『24時間テレビ 愛は地球を救う45』のため休止。
- 2023年1月1日は『ザ!鉄腕!DASH!!』正月SP（18:00 - 21:00）のため休止。
- 2023年8月27日は『24時間テレビ 愛は地球を救う46』のため休止。
- 2023年12月31日は『笑って年越し! 世代対決 昭和芸人vs平成・令和芸人』のため休止。
- 2024年8月4日は「パリオリンピック」中継のため休止。
- 2024年9月1日は『24時間テレビ 愛は地球を救う47』のため休止。

## 出演
宮川大輔博士
演 - 宮川大輔
様々なアイディアに嫉妬するちょっと冴えない博士。
ナレーター
岩田絵里奈（日本テレビアナウンサー）

## スタッフ
- 制作協力：ライド[3]
- 制作：AX-ON、日本テレビ[4]